# Lagos (delstat)
 For alternative betydninger, se Lagos (flertydig). (Se også artikler, som begynder med Lagos)
Lagos er en delstat ved kysten i den sydvestlige del af Nigeria. Den blev oprettet i 1967 og er den arealmæssigt mindste, men befolkningsmæssigt næststørste og den tættest befolkede delstat i landet. Hovedstaden er Ikeja, men den domineres helt af storbyområdet Lagos.

## Geografi
Lagos ligger ved Guineabugten og grænser mod nord og øst til delstaten Ogun, mod vest til landet Benin og mod syd til Atlanterhavet.

### Inddeling
Delstaten Lagos er inddelt i fem regioner (Badagry, Epe, Ikeja, Ikorodu og Lagos) og i 20 Local Government Areas med navnene Agege, Ajeromi-Ifelodun, Alimosho, Amuwo Odofin, Apapa, Badagry, Epe, Eti-Osa, Ibeju-Lekki, Ifako-Ijaye, Ikeja, Ikorodo, Kosofe, Lagos Island, Lagos Mainland, Mushin, Ojo, Oshodi-Isolo, Shomolu og Surulere.

## Erhvervsliv
Delstaten er landets erhvervscentrum med over 2.000 industrivirksomheder. 65 procent af Nigerias handelsaktiviteter foregår her . De to største havne i landet, Apapa og Tin-Can ligger i delstaten Lagos.

## Eksterne kilder og henvisninger
- Delstatens officielle websted Arkiveret 15. februar 2008 hos  Wayback Machine

6°35′N 3°45′Ø / 6.583°N 3.750°Ø